# نجاء (یمن)
 نجاء  روستایی است در عزلهٔ (التهامة)، در ناحیهٔ (الجویة)، از توابع استان تَعِز در کشور یمن در شبه جزیره عربستان. 
جمعیت آن ۶۵۶ نفر (۸ خانوار) می‌باشد.